# Vallfogona de Ripollès
Vallfogona de Ripollès is een gemeente in de Spaanse provincie Girona in de regio Catalonië met een oppervlakte van 39 km². Vallfogona de Ripollès telt 200 inwoners (1 januari 2016).

## Demografische ontwikkeling
Bron: INE, 1857-2011: volkstellingen